# Hamadan

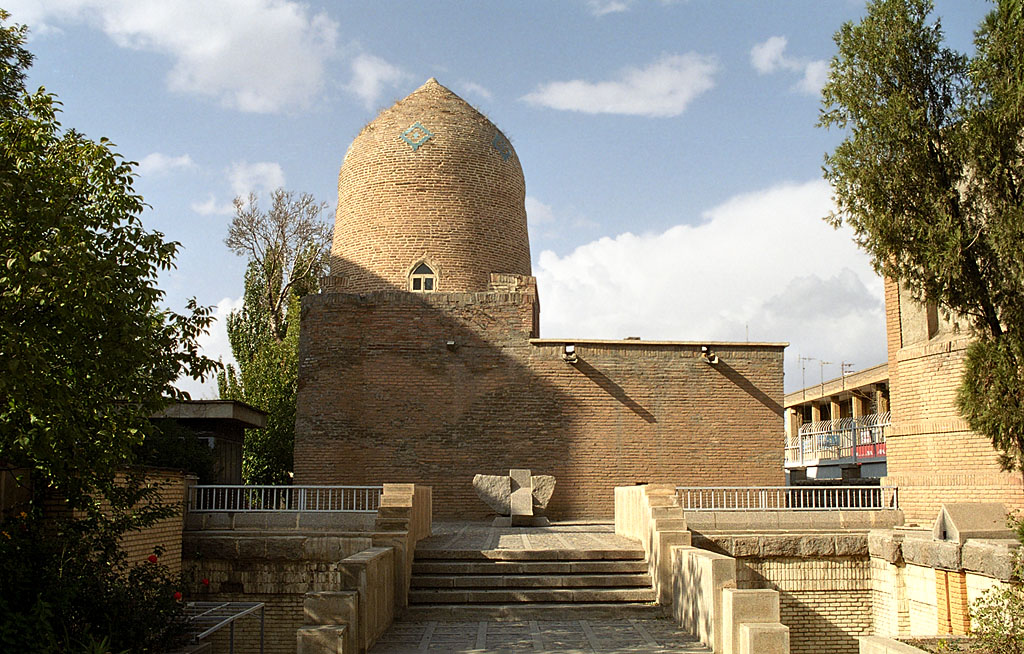
Mauzoleum w Hamedanie

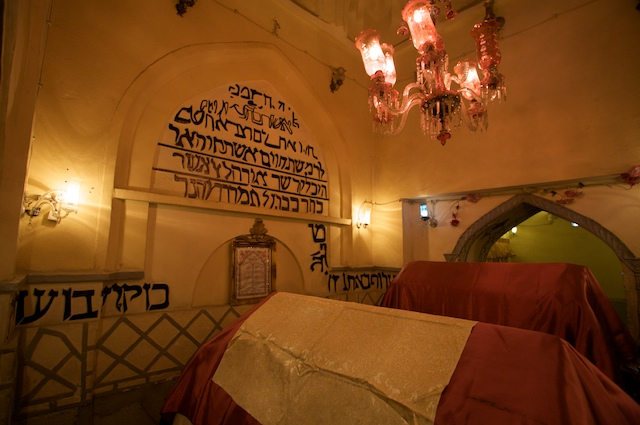
Wnętrze mauzoleum z domniemanymi grobami Estery i Mardocheusza

Hamadan (Hamedan) – miasto w Iranie, położone 400 km na południowy zachód od Teheranu, stolica prowincji (ostanu) o tej samej nazwie. Liczba ludności 550 284 (2005).
Niegdyś w tym miejscu znajdowało się miasto Ekbatana – stolica państwa Medów, a później letnia rezydencja władców Persji z dynastii Achemenidów.
Zgodnie z tradycją żydowską w Hamadanie znajdują się groby Estery i Mardocheusza (zob. mauzoleum Estery i Mordechaja).
W mieście rozwinął się przemysł włókienniczy, skórzany, drzewny, ceramiczny, metalowy oraz tytoniowy.